# Trochosa cachetiensis
Trochosa cachetiensis este o specie de păianjeni din genul Trochosa, familia Lycosidae, descrisă de Mcheidze, 1997. Conform Catalogue of Life specia Trochosa cachetiensis nu are subspecii cunoscute.